# Alexandre II d'Imerècia
Alexandre II era fill de Bagrat II d'Imerècia (Bagrat VI de Geòrgia). Es va proclamar rei de Geòrgia en morir el seu pare però va ser enderrocat ràpidament pel rei de Kakhètia. En revolta permanent a Imerècia, el 1483 se'n va proclamar rei i es va fer coronar a Kutaisi però el 1485 Constantí II de Geòrgia li va prendre el poder. El 1489 va tornar al tron i el 1491 va ésser reconegut per Kartli. Va morir l'1 d'abril de 1510.